# Ganshoren
Ganshoren (franskt uttal: [ɡɑ̃soˈʁen], nederländskt uttal: [ˈɣɑnsˌɦoːrə(n)] lyssna (fil)) är en av de 19 kommunerna i huvudstadsregionen Bryssel i Belgien. Kommunen ligger i regionens nordvästra del och har cirka 25 234 invånare (2020).